# Temognatha duboulayi
Temognatha duboulayi es una especie de escarabajo del género Temognatha, familia Buprestidae. Fue descrita científicamente por Saunders en 1872.